# Teruaki Kurobe
Teruaki Kurobe (jap. 黒部 光昭 Kurobe Teruaki; ur. 6 marca 1978) – japoński piłkarz, reprezentant kraju.

## Kariera klubowa
Od 2000 do 2014 roku występował w klubach Kyoto Purple Sanga, Cerezo Osaka, Urawa Reds, JEF United Chiba, Avispa Fukuoka, Kataller Toyama i TTM Customs.

## Kariera reprezentacyjna
W reprezentacji Japonii zadebiutował w 2003. W reprezentacji Japonii występował w latach 2003-2004. W sumie w reprezentacji wystąpił w 4 spotkaniach.

## Statystyki
| Reprezentacja Japonii | Reprezentacja Japonii | Reprezentacja Japonii |
| Rok                   | Mecze                 | Gole                  |
| --------------------- | --------------------- | --------------------- |
| 2003                  | 3                     | 0                     |
| 2004                  | 1                     | 0                     |
| Razem                 | 4                     | 0                     |